# Mariestads, Skövde och Falköpings valkrets
Mariestads, Skövde och Falköpings valkrets var i riksdagsvalen till andra kammaren 1896–1908 en egen valkrets med ett mandat. Valkretsen, som alltså omfattade städerna Mariestads stad, Skövde stad och Falköpings stad, avskaffades vid införandet av proportionellt valsystem inför valet 1911 då Mariestad och Skövde fördes till Skaraborgs läns norra valkrets och Falköping till Skaraborgs läns södra valkrets.

## Riksdagsmän
- Herman Amnéus, fr c 1897, partilös 1898, Friesenska 1899 (1897–1899)
- Carl Ericson, lmp 1901, vilde 1902 (14/2 1900–1902)
- Lars Brock, vilde (1903–1905)
- Ernst Hedenstierna (1906–1908)
- Oscar Bogren, lib s (1909–1911)

## Valresultat

### 1896
| Andrakammarvalet i Sverige 1896: Mariestads, Skövde och Falköpings valkrets | Andrakammarvalet i Sverige 1896: Mariestads, Skövde och Falköpings valkrets | Andrakammarvalet i Sverige 1896: Mariestads, Skövde och Falköpings valkrets | Andrakammarvalet i Sverige 1896: Mariestads, Skövde och Falköpings valkrets | Andrakammarvalet i Sverige 1896: Mariestads, Skövde och Falköpings valkrets |
| Kandidat                                                                    | Kandidat                                                                    | Röster                                                                      | Röster                                                                      | Röster                                                                      |
| Kandidat                                                                    | Kandidat                                                                    | Antal                                                                       | %                                                                           | +− %                                                                        |
| --------------------------------------------------------------------------- | --------------------------------------------------------------------------- | --------------------------------------------------------------------------- | --------------------------------------------------------------------------- | --------------------------------------------------------------------------- |
|                                                                             | Herman Amnéus (fr c)                                                        | 367                                                                         | 79,6                                                                        |                                                                             |
|                                                                             | M. Beckman                                                                  | 91                                                                          | 19,7                                                                        |                                                                             |
|                                                                             | Övriga kandidater                                                           | 3                                                                           | 0,7                                                                         |                                                                             |
| Antal giltiga röster                                                        | Antal giltiga röster                                                        | 461                                                                         |                                                                             |                                                                             |
| Kasserade röster                                                            | Kasserade röster                                                            | 0                                                                           |                                                                             |                                                                             |
| Totalt                                                                      | Totalt                                                                      | 461                                                                         |                                                                             |                                                                             |

- Valdeltagandet var 59,1%.

### 1899
| Andrakammarvalet i Sverige 1899: Mariestads, Skövde och Falköpings valkrets | Andrakammarvalet i Sverige 1899: Mariestads, Skövde och Falköpings valkrets | Andrakammarvalet i Sverige 1899: Mariestads, Skövde och Falköpings valkrets | Andrakammarvalet i Sverige 1899: Mariestads, Skövde och Falköpings valkrets | Andrakammarvalet i Sverige 1899: Mariestads, Skövde och Falköpings valkrets |
| Kandidat                                                                    | Kandidat                                                                    | Röster                                                                      | Röster                                                                      | Röster                                                                      |
| Kandidat                                                                    | Kandidat                                                                    | Antal                                                                       | %                                                                           | +− %                                                                        |
| --------------------------------------------------------------------------- | --------------------------------------------------------------------------- | --------------------------------------------------------------------------- | --------------------------------------------------------------------------- | --------------------------------------------------------------------------- |
|                                                                             | Carl Ericson                                                                | 333                                                                         | 61,9                                                                        |                                                                             |
|                                                                             | Ahlquist i Skövde                                                           | 191                                                                         | 35,5                                                                        |                                                                             |
|                                                                             | Övriga kandidater                                                           | 14                                                                          | 2,6                                                                         |                                                                             |
| Antal giltiga röster                                                        | Antal giltiga röster                                                        | 538                                                                         |                                                                             |                                                                             |
| Kasserade röster                                                            | Kasserade röster                                                            | 1                                                                           |                                                                             |                                                                             |
| Totalt                                                                      | Totalt                                                                      | 539                                                                         |                                                                             |                                                                             |

Valet ägde rum den 26 september 1899. Valdeltagandet var 61,4%.

### 1902
| Andrakammarvalet i Sverige 1902: Mariestads, Skövde och Falköpings valkrets | Andrakammarvalet i Sverige 1902: Mariestads, Skövde och Falköpings valkrets | Andrakammarvalet i Sverige 1902: Mariestads, Skövde och Falköpings valkrets | Andrakammarvalet i Sverige 1902: Mariestads, Skövde och Falköpings valkrets | Andrakammarvalet i Sverige 1902: Mariestads, Skövde och Falköpings valkrets |
| Kandidat                                                                    | Kandidat                                                                    | Röster                                                                      | Röster                                                                      | Röster                                                                      |
| Kandidat                                                                    | Kandidat                                                                    | Antal                                                                       | %                                                                           | +− %                                                                        |
| --------------------------------------------------------------------------- | --------------------------------------------------------------------------- | --------------------------------------------------------------------------- | --------------------------------------------------------------------------- | --------------------------------------------------------------------------- |
|                                                                             | Lars Brock                                                                  | 433                                                                         | 61,3                                                                        |                                                                             |
|                                                                             | Gustaf Sjöberg                                                              | 265                                                                         | 37,6                                                                        |                                                                             |
|                                                                             | Övriga kandidater                                                           | 8                                                                           | 1,1                                                                         |                                                                             |
| Antal giltiga röster                                                        | Antal giltiga röster                                                        | 706                                                                         |                                                                             |                                                                             |
| Kasserade röster                                                            | Kasserade röster                                                            | 0                                                                           |                                                                             |                                                                             |
| Totalt                                                                      | Totalt                                                                      | 706                                                                         |                                                                             |                                                                             |

Valet ägde rum den 2 september 1902. Valdeltagandet var 64,4%.

### 1905
| Andrakammarvalet i Sverige 1905: Mariestads, Skövde och Falköpings valkrets | Andrakammarvalet i Sverige 1905: Mariestads, Skövde och Falköpings valkrets | Andrakammarvalet i Sverige 1905: Mariestads, Skövde och Falköpings valkrets | Andrakammarvalet i Sverige 1905: Mariestads, Skövde och Falköpings valkrets | Andrakammarvalet i Sverige 1905: Mariestads, Skövde och Falköpings valkrets |
| Kandidat                                                                    | Kandidat                                                                    | Röster                                                                      | Röster                                                                      | Röster                                                                      |
| Kandidat                                                                    | Kandidat                                                                    | Antal                                                                       | %                                                                           | +− %                                                                        |
| --------------------------------------------------------------------------- | --------------------------------------------------------------------------- | --------------------------------------------------------------------------- | --------------------------------------------------------------------------- | --------------------------------------------------------------------------- |
|                                                                             | Ernst Hedenstierna                                                          | 341                                                                         | 40,2                                                                        |                                                                             |
|                                                                             | Johan August Forss                                                          | 298                                                                         | 35,1                                                                        |                                                                             |
|                                                                             | Lars Brock                                                                  | 210                                                                         | 24,7                                                                        | ▼36,6                                                                       |
| Antal giltiga röster                                                        | Antal giltiga röster                                                        | 849                                                                         |                                                                             |                                                                             |
| Kasserade röster                                                            | Kasserade röster                                                            | 2                                                                           |                                                                             |                                                                             |
| Totalt                                                                      | Totalt                                                                      | 851                                                                         |                                                                             |                                                                             |

Valet ägde rum den 6 september 1905. Valdeltagandet var 67,9%.

### 1908
| Andrakammarvalet i Sverige 1908: Mariestads, Skövde och Falköpings valkrets | Andrakammarvalet i Sverige 1908: Mariestads, Skövde och Falköpings valkrets | Andrakammarvalet i Sverige 1908: Mariestads, Skövde och Falköpings valkrets | Andrakammarvalet i Sverige 1908: Mariestads, Skövde och Falköpings valkrets | Andrakammarvalet i Sverige 1908: Mariestads, Skövde och Falköpings valkrets |
| Kandidat                                                                    | Kandidat                                                                    | Röster                                                                      | Röster                                                                      | Röster                                                                      |
| Kandidat                                                                    | Kandidat                                                                    | Antal                                                                       | %                                                                           | +− %                                                                        |
| --------------------------------------------------------------------------- | --------------------------------------------------------------------------- | --------------------------------------------------------------------------- | --------------------------------------------------------------------------- | --------------------------------------------------------------------------- |
|                                                                             | Oscar Bogren                                                                | 607                                                                         | 50,7                                                                        |                                                                             |
|                                                                             | Ernst Hedenstierna (höger)                                                  | 589                                                                         | 49,2                                                                        | ▲9,0                                                                        |
|                                                                             | Övrig kandidat                                                              | 1                                                                           | 0,1                                                                         |                                                                             |
| Antal giltiga röster                                                        | Antal giltiga röster                                                        | 1197                                                                        |                                                                             |                                                                             |
| Kasserade röster                                                            | Kasserade röster                                                            | 2                                                                           |                                                                             |                                                                             |
| Totalt                                                                      | Totalt                                                                      | 1199                                                                        |                                                                             |                                                                             |

Valet ägde rum den 4 september 1908. Valdeltagandet var 72,3%.